# Lijst van voetbalinterlands Eritrea - Tanzania
Deze lijst van voetbalinterlands is een overzicht van alle officiële voetbalwedstrijden tussen de nationale teams van Eritrea en Tanzania. De landen hebben tot op heden drie keer tegen elkaar gespeeld. De eerste wedstrijd vond plaats op 8 december 2002 in Arusha, tijdens de CECAFA Cup 2002. Het laatste duel, een kwartfinale van de CECAFA Cup 2009, werd gespeeld in Nairobi (Kenia) op 8 december 2009.

## Wedstrijden
| № | Plaats  | Datum           | Competitie      | Wedstrijd          | Uitslag |
| - | ------- | --------------- | --------------- | ------------------ | ------- |
| 1 | Arusha  | 8 december 2002 | CECAFA Cup 2002 | Tanzania − Eritrea | 1 − 1   |
| 2 | Kigali  | 4 december 2005 | CECAFA Cup 2005 | Eritrea − Tanzania | 0 − 1   |
| 3 | Nairobi | 8 december 2009 | CECAFA Cup 2009 | Tanzania − Eritrea | 4 − 0   |

## Samenvatting
| Competitie | Totaal gespeeld | Winst Eritrea | Gelijk | Winst Tanzania | Doelsaldo Eritrea – Tanzania |
| ---------- | --------------- | ------------- | ------ | -------------- | ---------------------------- |
| CECAFA Cup | 3               | 0             | 1      | 2              | 1 − 6                        |
| Totaal     | 3               | 0             | 1      | 2              | 1 − 6                        |

ENFF · 
Eritrees vrouwenelftal
Interlands
Tegenstander:
Angola ·
Botswana ·
Burundi ·
Djibouti ·
Ghana ·
Jemen ·
Kameroen ·
Kenia ·
Malawi ·
Mali ·
Mozambique ·
Namibië ·
Nigeria ·
Oeganda ·
Rwanda ·
Senegal ·
Seychellen ·
Soedan ·
Somalië ·
Swaziland ·
Tanzania ·
Zimbabwe
FAT · A-internationals · Olympische elftal · Vrouwenelftal
Algerije ·
Angola ·
Benin ·
Botswana ·
Brazilië ·
Bulgarije ·
Burkina Faso ·
Burundi ·
Centraal-Afrikaanse Republiek ·
China ·
Congo-Brazzaville ·
Congo-Kinshasa ·
Djibouti ·
Egypte ·
Equatoriaal-Guinea ·
Eritrea ·
Ethiopië ·
Gabon ·
Gambia ·
Ghana ·
Guinee ·
Indonesië ·
Ivoorkust ·
Jemen ·
Kaapverdië ·
Kameroen ·
Kenia ·
Lesotho ·
Liberia ·
Libië ·
Madagaskar ·
Malawi ·
Marokko ·
Mauritanië ·
Mauritius ·
Mongolië ·
Mozambique ·
Namibië ·
Nieuw-Zeeland ·
Niger ·
Nigeria ·
Oeganda ·
Palestina ·
Rwanda ·
Saoedi-Arabië ·
Senegal ·
Seychellen ·
Soedan ·
Somalië ·
Swaziland ·
Togo ·
Tsjaad ·
Tunesië ·
Zambia ·
Zimbabwe ·
Zuid-Afrika